# Jonathan Glassner
Jonathan Glassner (...) è un autore televisivo, regista e produttore televisivo statunitense.
È conosciuto per il suo coinvolgimento con Stargate SG-1 (dove è stato produttore esecutivo per le prime tre stagioni) e Oltre i limiti. Glassner è stato inizialmente notato come scrittore per il suo lavoro su Alfred Hitchcock presenta. Dopo aver scritto per diverse serie televisive, tra cui 21 Jump Street, Glassner passa a The Outer Limits, e successivamente viene coinvolto in Stargate SG-1 come scrittore e produttore esecutivo. Il suo lavoro più recente come scrittore e regista in CSI: Miami, CSI: NY. È stato anche co-produttore esecutivo nella serie televisiva della NBC Heist, in quella della FOX Standoff e in quella di Sci-Fi Channel Invisible Man.